# Société des ponts fédéraux limitée
La Société des ponts fédéraux limitée (SPFL) est une société de la Couronne canadienne responsable de la gestion de quatre ponts internationaux entre l'Ontario et les états du Michigan et de New York. 
La société est responsable pour l'opération des ponts suivants :
- Pont Blue Water à Point Edward (Ontario) - liaison avec Port Huron (Michigan)

- Pont international de la voie maritime à Cornwall (Ontario)

- Pont international de Sault-Sainte-Marie (dans la ville du même nom en Ontario) - liaison avec Sault Sainte-Marie (Michigan)

- Pont des Milles-Îles à Kingston (Ontario) - liaison avec l'Île Wellesley (New York)

La société actuelle de la couronne a été créée le 1er février 2015 afin de permettre une meilleure gestion des ponts qui étaient anciennement la responsabilité de la Société des ponts fédéraux d'origine et le Pont Blue Water. Ce dernier a été géré par une autre société de la couronne avant d'y être transféré. 
La société a son siège social à Ottawa et relève du Ministère des Transports du Canada.

## Activités
La société est propriétaire et administre les ponts suivants :
- La section canadienne du pont international de Sault Ste. Marie International Bridge (à Sault Ste. Marie en  Ontario).
- La section canadienne du pont Blue Water (à point Edward en Ontario).
- La section canadienne du pont des Mille-Îles (à Landowne en Ontario).
- La section canadienne du pont international de la voie maritime (à Cornwall en Ontario) ;

## Histoire
Une partie des ponts dont elle est responsable étaient sous la responsabilité de la Corporation de gestion de la voie maritime du Saint-Laurent jusqu'en 1998.
En 2015, la Société a fusionné avec deux autres sociétés d’État fédérales qui étaient propriétaires de ponts internationaux ou qui en exploitaient, pour devenir une nouvelle entité. Alors que l’image de marque de la SPFL a été conservée, son mandat a été élargi : la Société est désormais propriétaire et exploitant de quatre ponts internationaux. Ces ponts ouvrent des routes commerciales vitales et établissent des liaisons entre l’Ontario et les états du Michigan et de New York, permettant la libre circulation des gens et de produits de base qui soutiennent les économies canadiennes et américaines.